# Xylotrechus clarinus
Xylotrechus clarinus là một loài bọ cánh cứng trong họ Cerambycidae.